# Janusz Czajkowski
Janusz Tadeusz Czajkowski (ur. 21 maja 1945) – polski okulista, profesor medycyny.
Stopień doktorski uzyskał w 1975 roku w łódzkiej Wojskowej Akademii Medycznej na podstawie pracy pt. "Późna ocena wydolności krążenia mózgowo-siatkówkowego po jednostronnym wyłączeniu krążenia w tętnicy szyjnej wspólnej". Habilitował się na tej samej uczelni w 1984 roku na podstawie oceny dorobku naukowego i rozprawy pt. "Ocena wydolności krążenia krwi w dorzeczu tętnic rzęskowych tylnych w ostrych i przewlekłych zmianach niedokrwiennych części przedniej nerwu wzrokowego".
Był kierownikiem Kliniki Okulistyki w łódzkim Centrum Zdrowia Matki Polki. Pracuje jako profesor zwyczajny w II Katedrze Ginekologii i Położnictwa Uniwersytetu Medycznego w Łodzi. Tytuł naukowy profesora nauk medycznych został mu nadany w 1992 roku.
Należy do Polskiego Towarzystwa Okulistycznego (był członkiem zarządu głównego). Swoje prace publikował w czasopismach krajowych i zagranicznych, m.in. w "Klinice Ocznej". Jest członkiem rady programowej kwartalnika "Okulistyka". Autor opracowania "Jaskra u dzieci i młodzieży" (wyd. 2010, ISBN 978-83-922010-8-3). Redaktor podręcznika "Alergiczne choroby oczu" (wyd. 2003, ISBN 83-89009-06-4) oraz opracowania "Historia łódzkiej okulistyki" (wyd. 2000, ISBN 83-912787-1-9).